# دوتمو
دوتمو (بالإنجليزية: Dotemu)‏، هي شركة فرنسية لتطوير ونشر ألعاب الفيديو، تأسست سنة 2007، وتقع مقرها في العاصمة الفرنسية باريس.